# カンチェッロ・エ・アルノーネ
カンチェッロ・エ・アルノーネ（伊: Cancello ed Arnone）は、イタリア共和国カンパニア州カゼルタ県にある、人口約5,700人の基礎自治体（コムーネ）。

## 地理

### 位置・広がり

#### 隣接コムーネ
隣接するコムーネは以下の通り。
- カザール・ディ・プリンチペ
- カステル・ヴォルトゥルノ
- ファルチャーノ・デル・マッシコ
- グラッツァニーゼ
- モンドラゴーネ
- ヴィッラ・リテルノ

### 気候分類・地震分類
カンチェッロ・エ・アルノーネにおけるイタリアの気候分類 (it) および度日は、zona C, 1134 GGである。
また、イタリアの地震リスク階級 (it) では、zona 3 (sismicità bassa) に分類される。